# Fauces

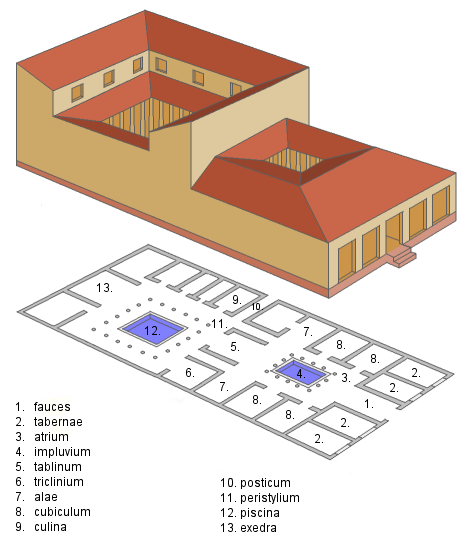
Römisches Atriumhaus

Die Fauces (Plural) sind ein Bestandteil des Atriumhauses, eines Wohnhauses des italischen Typs.
Es handelt sich bei den Fauces um den Korridor, der von der Haustür (oder einen kleinen Vorraum an dieser) zum Atrium führte. Fauces werden bei Vitruv (Buch 6, III.6) erwähnt. Demnach sollen sie in Häusern mit kleinem Atrium ein Drittel kleiner sein als das Tablinum. In Häusern mit großen Atrium sollen sie halb so breit sein wie das Tablinum.